# Jasmine Choi
Jasmine Choi (Seúl, Corea del Sur; 23 de mayo de 1983) es una flautista coreana, educada en Estados Unidos y que vive en Austria.

## Biografía
Jasmine Choi, nació en Seúl, Corea del Sur, el 23 de mayo de 1983. Fue criada en Daejeon; sin embargo, estudió en Estados Unidos, en el Instituto Curtis de Música y en la Escuela Juilliard, donde tuvo como profesores a Julius Baker y Jeffrey Khaner, entre los años 2000 y 2004. Como estudiante en 2002, fue la ganadora de la división senior del Concurso Estudiantil Albert M. Greenfield, patrocinado por la Orquesta de Filadelfia. En 2006, Symphony Magazine la incluyó como una de las dos flautistas en su lista de artistas emergentes.

## Carrera musical
Sony BMG publicó en 2006, en Corea, una grabación de sus interpretaciones del Concierto para flauta y arpa K. 299 de Mozart y del Concierto para flauta K. 314, bajo el títuloJasmine Choi plays Mozart. Posteriormente ocupó el puesto de flauta principal asociada de la Orquesta Sinfónica de Cincinnati con Paavo Järvi y flauta principal de la Orquesta Sinfónica de Viena con Fabio Luisi.
Choi se desempeñó como flauta solista de la Orquesta Sinfónica de Viena desde mayo de 2012 hasta agosto de 2013, siendo la primera integrante de la orquesta nacida en Corea en su historia. Con miembros de la orquesta realizó una grabación comercial de cuartetos de flauta de Mozart.
Choi ha transcrito los conciertos para violín de Mendelssohn y Chaikovski para flauta. Ha transcrito también la Introducción y el Rondo Capriccioso de Saint-Saens, para flauta. Además, ha grabado comercialmente obras de Claude Bolling en 2012 (Sony Classical) y las 12 Fantasías para flauta solista de Georg Philipp Telemann (Austrian Gramophone). El compositor Mark Laycock escribió un concierto para flauta para Choi. En 2016, fue nombrada Embajadora Cultural en su ciudad natal, Daejon, Corea.

## Discografía
Las grabaciones de Choi incluyen:
- Love in Paris - a live recital album, Jasmine Choi & Sangwook Park (2017)
- Trio Joy - free improvisations, Jasmine Choi, Joe Fonda, Harvey Sorgen (2017)
- The Telemann Files: 12 Fantasies for Solo Flute, Jasmine Choi (2015)
- W.A.Mozart: 5 Quartets with Flute, Jasmine Choi con miembros de la Sinfónica de Viena (2013)
- Claude Bolling Suite for Flute and Jazz Trio, Jasmine Choi (2012)
- Fantasy, Jasmine Choi (2011)
- Jasmine Choi Plays Mozart, Jasmine Choi (2006) (solo publicado en Corea)